# Conception Bay
Conception Bay är en vik i Kanada.   Den ligger i provinsen Newfoundland och Labrador, i den östra delen av landet, 1 700 km öster om huvudstaden Ottawa.
Runt Conception Bay är det ganska tätbefolkat, med 199 invånare per kvadratkilometer.